# Collina di Forni Avoltri
Collina is een plaats (frazione) in de Italiaanse gemeente Forni Avoltri.